# Opatov (Luby)
Opatov (németül: Absroth) Luby településrésze Csehországban a Karlovy Vary-i kerület Chebi járásában. Központi településétől 1 km-re keletre fekszik. A 2001-es népszámlálási adatok szerint 41 lakóháza és 40 lakosa van.